# Lista de Estados-membros da União Europeia por população
Esta é uma lista de Estados-membros da União Europeia por população. As informações são baseadas na última estatística feita pelo Eurostat.
Em 2022, a Alemanha, com mais de 82 milhões de habitantes, é o país com a maior população, a seguir da França com 67 milhões, a Itália com 59 milhões, a Espanha com 47 milhões, a Polónia com 37 milhões, a Roménia com 19 milhões, os Países Baixos com 17 milhões, a Bélgica com 11 milhões e a Chéquia, Grécia, Suécia e Portugal cada um com 10 milhões de habitantes.
Já na variação populacional entre 2021 e 2022, os países com o maior crescimento populacional e com mais de 10 milhões de habitantes foram a Suécia, com um crescimento de 0,7 %, a seguir dos Países Baixos com 0,66 %, a Bélgica com 0,54 %, Portugal com 0,52 %, a França com 0,32 % e a Chéquia com 0,21 %.
Na concentração populacional, a Alemanha dispõe mais de 18 % de toda a população da União Europeia, a seguir da França com 15 %, a Itália com 13 %, a Espanha com 10 %, a Polónia com 8 % e a Roménia e os Países Baixos com 4 %.
| Posição        | País           | População a 1 de janeiro | População a 1 de janeiro | Variação | Percentagem | Dados oficiais de cada país | Data dos dados         |
| Posição        | País           | 2021                     | 2022                     | Variação | Percentagem | Dados oficiais de cada país | Data dos dados         |
| -------------- | -------------- | ------------------------ | ------------------------ | -------- | ----------- | --------------------------- | ---------------------- |
| 1              | Alemanha       | 83 155 031               | 83 237 124               | 0,10 %   | 18,63 %     | 83 237 124                  | 31 de dezembro de 2021 |
| 2              | França         | 67 656 682               | 67 871 925               | 0,32 %   | 15,19 %     | 67 842 591                  | 1 de janeiro de 2022   |
| 3              | Itália         | 59 236 213               | 59 030 133               | 0,35 %   | 13,21 %     | 59 030 133                  | 31 de dezembro de 2021 |
| 4              | Espanha        | 47 398 695               | 47 432 893               | 0,07 %   | 10,62 %     | 47 432 893                  | 1 de janeiro de 2022   |
| 5              | Polónia        | 37 840 001               | 37 654 247               | 0,49 %   | 8,43 %      |                             |                        |
| 6              | Roménia        | 19 201 662               | 19 042 455               | 0,83 %   | 4,26 %      |                             |                        |
| 7              | Países Baixos  | 17 475 415               | 17 590 672               | 0,66 %   | 3,94 %      |                             |                        |
| 8              | Bélgica        | 11 554 767               | 11 617 623               | 0,54 %   | 2,60 %      |                             |                        |
| 9              | Chéquia        | 10 494 836               | 10 516 707               | 0,21 %   | 2,35 %      |                             |                        |
| 10             | Grécia         | 10 678 632               | 10 459 782               | 2,05 %   | 2,34 %      |                             |                        |
| 11             | Suécia         | 10 379 295               | 10 452 326               | 0,70 %   | 2,34 %      |                             |                        |
| 12             | Portugal       | 10 298 252               | 10 352 042               | 0,52 %   | 2,32 %      | 10 421 117                  | 31 de dezembro de 2021 |
| 13             | Hungria        | 9 730 772                | 9 689 010                | 0,43 %   | 2,17 %      |                             |                        |
| 14             | Áustria        | 8 932 664                | 8 978 929                | 0,52 %   | 2,01 %      |                             |                        |
| 15             | Bulgária       | 6 916 548                | 6 838 937                | 1,12 %   | 1,53 %      |                             |                        |
| 16             | Dinamarca      | 5 840 045                | 5 873 420                | 0,57 %   | 1,31 %      |                             |                        |
| 17             | Finlândia      | 5 533 793                | 5 548 241                | 0,26 %   | 1,24 %      |                             |                        |
| 18             | Eslováquia     | 5 459 781                | 5 434 712                | 0,46 %   | 1,22 %      |                             |                        |
| 19             | Irlanda        | 5 006 324                | 5 060 004                | 1,07 %   | 1,13 %      |                             |                        |
| 20             | Croácia        | 4 036 355                | 3 862 305                | 4,31 %   | 0,86 %      |                             |                        |
| 21             | Lituânia       | 2 795 680                | 2 805 998                | 0,37 %   | 0,63 %      |                             |                        |
| 22             | Eslovênia      | 2 108 977                | 2 107 180                | 0,09 %   | 0,47 %      |                             |                        |
| 23             | Letônia        | 1 893 223                | 1 875 757                | 0,92 %   | 0,42 %      |                             |                        |
| 24             | Estónia        | 1 330 068                | 1 331 796                | 0,13 %   | 0,30 %      |                             |                        |
| 25             | Chipre         | 896 007                  | 904 785                  | 0,98 %   | 0,20 %      |                             |                        |
| 26             | Luxemburgo     | 634 730                  | 645 397                  | 1,68 %   | 0,14 %      |                             |                        |
| 27             | Malta          | 516 100                  | 520 971                  | 0,94 %   | 0,12 %      |                             |                        |
| União Europeia | União Europeia | 447 000 548              | 446 735 371              | 0,06 %   | 100 %       |                             |                        |